# Vlag van Monagas

Vlag van Monagas

De vlag van Monagas heeft een lichtblauw veld met drie horizontale strepen in de kleuren (vanaf boven:) blauw, groen en zwart. In het midden van de groene en de blauwe streep staat een gele zon met zeven stralen en gevuld met twee dolken. Boven de zon staat een silhouet van een monument in Monagas. Het silhouet wordt omringd door dertien witte sterren, waarvan de middelste wat groter is dan de andere. In veel exemplaren van de vlag verschijnt in de linkerbovenhoek het wapen van de staat. De vlag is in gebruik sinds 14 maart 2003.
De blauwe, groene en zwarte streep nemen een twaalfde van de hoogte van de vlag in; de tussenruimte tussen de strepen is de helft daarvan. De blauwe baan staat voor de hemel, de rivieren en de lagunes. De groene baan symboliseert de grond, de bossen, de bergen, de laagvlaktes en de cultuur. De zwarte baan staat voor de olierijkdom. De lichtblauwe achtergrondkleur verwijst naar de kleur van de lucht.
Het silhouet is een weergave van een monument ter ere van Juana Ramirez, een vrouw die vanwege haar daden in de Venezolaanse onafhankelijkheidsstrijd als heldin wordt gezien. De zon verwijst naar het leven en de kracht van het volk. De twee dolken staan voor de broers José Tadeo Monagas en José Gregorio Monagas, die eveneens als helden uit de onafhankelijkheidsstrijd worden gezien.
De grotere witte ster staat voor Monagas' hoofdstad Maturín. De twaalf andere sterren staan voor de andere gemeenten in Monagas: Acosta, Aguasay, Bolívar, Caripe, Cedeño, Ezequiel Zamora , Libertador, Piar, Punceres, Santa Bárbara, Sotillo en Uracoa.